# Erézcano
Erézcano (también conocida como López Arias) es una localidad del norte de la provincia de Buenos Aires, Argentina, perteneciente al partido de San Nicolás. Se encuentra a solo 6 km de General Rojo, con la cual tiene una estrecha vinculación económica y social.
Dentro de las instituciones más destacadas se encuentran la escuela N.º 25 Dr. Diego Vila, el jardín de infantes N.º 909 San Nicolás de Bari, la iglesia de Ntra. Sra. de Fátima, El Erezcano Fútbol Club, el Centro Tradicionalista El Ombú y el centro de jubilados de Erezcano.
En cuanto a los espacios recreativos, la plaza principal está ubicada sobre la calle Alfonsina Storni y, continua a ella, se encuentra la cancha de fútbol en la cual hacía de local el Erescano Fútbol Club cuando su equipo de primera división participaba de la Liga Nicoleña de Fútbol. Cruzando la calle Güiraldes, se encuentra la Cancha de Papi Fútbol en la cual se realizaban los clásicos Torneos Nocturnos de Papi-Fútbol destacándose equipos locales y Zonales. 
Cruzando la Ruta Nacional 188 se encuentra la que fue la estación de tren y, a lo largo de toda la extensión de la localidad, se emplaza la "Plaza de la Identidad Erescanense" y en ella se encuentran diversas variedades de árboles junto al monte de eucaliptos lindante a las vías del antiguo ferrocarril.

## Población
Cuenta con 435 habitantes (Indec, 2010), lo que representa un descenso del 13% frente a los 499 habitantes (Indec, 2001) del censo anterior.
| Gráfica de evolución demográfica de Erézcano entre 1991 y 2010 |
|                                                                |
| Fuente: Censos nacionales del INDEC                            |

Clima: es Templado y Húmedo promediando una temperatura anual de 15°3, tiene 5 meses calurosos y lluviosos de noviembre a marzo. Heladas mayormente en el mes de julio.